# Tiszaszentimre
Tiszaszentimre là một thị trấn thuộc hạt Jász-Nagykun-Szolnok, Hungary. Thị trấn này có diện tích 65,61 km², dân số năm 2010 là 2141 người, mật độ 33 người/km².